# Донинвест
ООО «Коммерческий банк «Донинвест» — бывший российский банк, работавший в Ростове-на-Дону. Был ядром одноименной финансово-промышленной группы.

## История
Банк был создан в конце 1991 года. В 1995 году присоединил к себе «Почтабанк» и «Югмебельбанк», после чего вышел в лидеры по ключевым показателям среди банков Ростовской области.
В 1990-е годы банк стал собственником крупных промышленных предприятий Ростовской области. Так, «Донинвест» приобрел большие пакеты акций Белокалитвинского металлургического комбината и Таганрогского комбайнового завода. На Таганрогском комбайновом заводе в 1998 году созданное группой «Донинвест» ООО «Таганрогский автомобильный завод» начало сборку автомобилей Daewoo, а затем и автомобилей иных марок. На 1995 год группе принадлежали также завод «Красный Аксай», оборонный завод «Гранит», 130 автобусов, осуществляющих пассажирские перевозки, 17 вертолетов, переданных в лизинг агрохозяйствам и геологам, а также парк такси. Однако Белокалитвенское металлургическое объединение, Сулинский металлургический завод и ряд других предприятий «Донинвест» вынужден был вскоре продать. 
В ноябре 2012 года основной собственник банка Михаил Парамонов вышел из состава акционеров, при этом собственниками банка стали несколько его доверенных лиц. 
Весной 2014 года банк был продан группе инвесторов во главе с Андреем Разиным. На 2014 год у банка было 19 дополнительных офисов и пять оперкасс в крупных городах и поселениях Ростовской области.
В октябре 2014 года у банка была отозвана лицензия, а 16 декабря 2014 года Арбитражный суд Ростовской области удовлетворил заявление Центрального банка РФ о признании банка «Донинвест» банкротом.